# 피트 러널스
제임스 에드워드 "피트" 러널스(James Edward "Pete" Runnels, 1928년 1월 28일 ~ 1991년 5월 20일)는 미국의 전 프로 야구 선수이자, 코치, 감독이다. 메이저 리그 베이스볼(MLB)에서 내야수로 활약하였으며, 워싱턴 세너터스 (1951–1957), 보스턴 레드삭스 (1958–62), 휴스턴 콜트 .45s (1963–1964) 등지에서 뛰었다. 보스턴 레드삭스에서 뛰던 때에 다섯 차례 올스타에 선정되었으며, 두 차례 아메리칸 리그 타격왕에 올랐다. 2004년에 보스턴 레드삭스 명예의 전당에 헌액되었다.